# Мадона дела Руота (Империја)
Мадона дела Руота је насеље у Италији у округу Империја, региону Лигурија.
Према процени из 2011. у насељу је живело 50 становника. Насеље се налази на надморској висини од 41 м.